# Mareike Arndt
Mareike Arndt (* 29. Januar 1992 in Göppingen, Baden-Württemberg) ist eine deutsche Leichtathletin, welche sich auf den Siebenkampf spezialisiert hat und auch bei Einzeldisziplinen sowie beim Staffellauf antritt.

## Sportliche Karriere
2016 konnte Arndt in Kienbaum bei den Deutschen Meisterschaften im Siebenkampf in Abwesenheit der Olympiastarterinnen mit 5765 Punkten den deutschen Meistertitel gewinnen. Zudem holte sie mit ihrem Verein, dem TSV Bayer 04 Leverkusen, Gold in der Siebenkampf-Mannschaftswertung.
2017 startete Arndt bei den 
Deutschen Hallenmehrkampfmeisterschaften im Fünfkampf und gewann in der Leichtathletik-Halle in Hamburg-Winterhude mit 4210 Punkten die Meisterschaft. In Kienbaum konnte sie bei den Deutschen Meisterschaften im Siebenkampf ihren Meistertitel verteidigen und holte erneut mit dem TSV Bayer 04 Leverkusen Gold in der Siebenkampf-Mannschaftswertung. In Erfurt wurde Arndt mit der 4-mal-400-Meter-Staffel Deutsche Vizemeisterin.
2018 belegte Arndt beim EAA-Mehrkampf-Meeting in Tallinn (Estland) mit persönlicher Bestleistung von 4235 Punkten im Fünfkampf den 2. Platz. Beim Mehrkampf-Meeting Ratingen kam sie auf den 3. Platz und verbesserte sich im Siebenkampf auf 6169 Punkte. In Nürnberg wurde Arndt mit der 4-mal-100-Meter-Staffel Deutsche Vizemeisterin. Am Finaltag des Siebenkampfes bei den Europameisterschaften in Berlin gerieten sie und ihre Siebenkampfkollegin Louisa Grauvogel auf der Fahrt zum Hotel in einen Verkehrsunfall, weshalb beide den abschließenden 800-Meter-Lauf nicht mehr bestreiten konnten.

## Vereinszugehörigkeiten
Arndt startet seit Winter 2014 für den TSV Bayer Leverkusen. Zuvor war sie bei der LG Filstal und dem TV Reichenbach.

## Bestleistungen
- Siebenkampf: 6169 Punkte, Ratingen, 17. Juni 2018
- Fünfkampf: 4235 Punkte, Tallinn, 3. Februar 2018

## Erfolge
national
- 2016: Deutsche Meisterin (Siebenkampf)
- 2017: Deutsche Hallenmehrkampfmeisterin (Fünfkampf)
- 2017: Deutsche Meisterin (Siebenkampf)
- 2017: Deutsche Vizemeisterin (4 × 400 m)
- 2017: 7. Platz Deutsche Meisterschaften (4 × 100 m)
- 2017: 8. Platz Deutsche Meisterschaften (100 m Hürden)
- 2018: 6. Platz Deutsche Hallenmeisterschaften (4 × 200 m)
- 2018: 3. Platz Mehrkampf-Meeting Ratingen (Siebenkampf)
- 2018: Deutsche Vizemeisterin (4 × 100 m)
- 2018: 8. Platz Deutsche Meisterschaften (100 m Hürden)
- 2019: Deutsche Hallenvizemeisterin (4 × 200 m)
- 2020: 3. Platz Deutsche Leichtathletik-Hallenmehrkampfmeisterschaften (Fünfkampf)
- 2020: Deutsche Hallenmeisterin (4 × 200 m)

international
- 2018: 12. Platz Mehrkampf-Meeting Götzis (Siebenkampf)
- 2018: Teilnahme Europameisterschaften (Siebenkampf)